# Zalutschia furcarca
Zalutschia furcarca är en tvåvingeart som beskrevs av Ole Anton Saether 1976. Zalutschia furcarca ingår i släktet Zalutschia och familjen fjädermyggor.
Artens utbredningsområde är Northwest Territories, Kanada. Inga underarter finns listade i Catalogue of Life.